# Рубцова, Ирина Павловна
Ирина Павловна Рубцо́ва (род. 22 июля 1957 года, Москва) — советская и российская оперная певица (сопрано), педагог. Заслуженная артистка Российской Федерации (2001).

## Биография
Ирина Павловна Рубцова родилась в Москве 22 июля 1957 года. Окончила 2-й Московский медицинский институт им. Н. И. Пирогова по специальности клиническая медицина (1980), после чего училась в МГК им. П. И. Чайковского (вокальный факультет, класс И. К. Архиповой). Окончила консерваторию в 1986 году.
С 1993 года — солистка Большого театра. В 2001 году была удостоена звания «Заслуженная артистка Российской Федерации». Работу в театре сочетает с педагогической деятельностью: в 2009—2013 была преподавателем вокального искусства в музыкальном колледже им. Гнесиных, с 2014 преподает на кафедре вокального искусства и оперной подготовки Московского государственного института музыки им. А. Г. Шнитке (профессор).

## Творчество
В разное время в репертуар Ирины Рубцовой в Большом театре входили следующие партии: 
Аида («Аида» Дж. Верди), Амелия («Бал-маскарад» Дж. Верди), Леди Макбет («Макбет» Дж. Верди), 
Абигаиль («Набукко» Дж. Верди), партия сопрано ("Реквием" Дж. Верди),
Флория Тоска («Тоска» Дж. Пуччини), 
Эуджения («Прекрасная мельничиха» Дж. Паизиелло),
Марцелина ("Свадьба Фигаро", В. А. Моцарт), партия сопрано ("Реквием" В.А. Моцарт)
Катерина Измайлова («Леди Макбет Мценского уезда» Дм. Шостакович), 
Ярославна («Князь Игорь» А. Бородин), Лиза («Пиковая дама» П. Чайковский), 
Наташа («Русалка» А. Даргомыжский), Земфира («Алеко» С. Рахманинов), 
Ольга («Псковитянка» Н. Римский-Корсаков),  Перонская («Война и мир» С. Прокофьев), 
Хозяйка Корчмы («Борис Годунов» М. Мусоргский),
Фата Моргана («Любовь к трем апельсинам» С. Прокофьев), 
Сабурова («Царская невеста» Н. Римский-Корсаков), 
Эмма, Сусанна («Хованщина» М. Мусоргский), Ларина («Евгений Онегин» П. Чайковский) и др. 
По мнению критика Игоря Корябина, «в галерее драматических ролей Ирины Рубцовой на сцене Большого театра — много ведущих ролей, партий сильных и решительных героинь, но среди них Тоска, пожалуй, наиболее яркая».
Александр Шварценштейн, 2 мая 2015 года: «Ярчайший образ нарисовала прекрасная актриса и хорошая певица Ирина Рубцова! Ее Марселина просто чудесна!..»
Выступления за рубежом:  
В 1997 году исполнила партию Лариной («Евгений Онегин» П. Чайковский) в Опере Сан-Франциско (дирижер Юрий Темирканов). 
В 2000 году гастроли в Италии (Равена), Южной Корее (Снул) «Пиковая дама» П. Чайковский 
В 2000 году исполнила партию Перонской («Война и мир» С. Прокофьев) в Парижской национальной опере (дирижер Г. Бертини, режиссёр Ф. Замбелло)
В декабре 2001 — январе 2002 года исполнила партию Сусанны в опере «Хованщина» в Парижской национальной опере (дирижер Джеймс Конлон, постановка Андрея Щербана). 
В 2002 году участвовала в Вердиевском оперном фестивале в Австрии. Исполнила партии Аиды («Аида» Дж. Верди), Абигаиль («Набукко» Дж. Верди) 
В феврале - марте 2001 года участвовала в гастролях с симфоническим оркестром Большого театра по США (совместно с Д. Мацуевым)
В 2003 году исполнила партию Лариной («Евгений Онегин» П. Чайковский) в Монреале (дирижер А. Ведерников)
В 2003 году исполнила партию Абигаиль («Набукко» Дж. Верди) в Македонии в рамках фестиваля "Майские оперные вечера" 
В 2008 году гастроли Большого театра: опера «Евгений Онегин» П. Чайковского (Гранд опера, Париж)
В 2009 году гастроли Большого театра в Токио (Япония), La Scala (Милан, Италия), Национальный театр Словении (Любляна, Словения), опера «Евгений Онегин» П. Чайковского 
В 2010 году гастроли Большого театра в Пекине (Китай), Teatro Real (Мадрид, Испания), в Люцерне (Швейцария), опера «Евгений Онегин» П. Чайковского
В 2010 - 2011 годах гастроли в Тайвань, сольные концерты с Национальным симфоническим оркестром Тайваня   
В 2016 году Staatsoper в Берлине участвовала в постановке оперы «Царская невеста» Н. Римского-Корсакова (режиссёр Дм. Черняков),  
В 2017 году участие в фестивале d'Aix en Provence (Франция), «Евгений Онегин» П. Чайковского (дирижер Т. Сохиев) 
В 2017 году участие в Savonlinna Opera Festival (Финляндия), «Евгений Онегин» П. Чайковского (дирижер Т. Сохиев)
В 2018 году гастроли Большого театра в г. Шанхай (Китай), партия Собуровой ("Царская невеста" Н. Римского-Корсакова, дирижер Т. Сохиев)
Участие в исполнении 14 Симфонии Дм. Шостаковича (Megaron Athens Concert Hall, Афины, Греция; Cemal Reşit Rey Concert Hall, Стамбул, Турция)
А также выступала на музыкальных фестивалях Баку, Алма-Ате, Ашхабаде, Казани, Дании и т.д. 

## Дискография
- «Война и мир» С. Прокофьева — Перонская, дирижер — Г. Бертини, режиссёр — Ф. Замбелло, TDK, 2003 г. (видеозапись)
- Сольный концерт "Арии зарубежных композиторов", И. Рубцова (сопрано), дирижёр - Pang-Hsing Hsiao, Тайваньский национальный оркестр (видеозапись)
- "Арии и дуэты зарубежных композиторов", И. Рубцова (сопрано), Р. Муравицкий (тенор), дирижёр - Pang-Hsing Hsiao, Тайваньский национальный оркестр (видеозапись)
- «Евгений Онегин» П. Чайковского — Ларина, дирижёр — Марк Горенштейн, исполнение в концертном зале имени П. И. Чайковского 6 июня 2009 года, MDG (Musikproduktion Dabringhaus und Grimm), 2011

## Известные ученики
Зоя Петрова (Hippius) - лауреат международных конкурсов (Международный вокальный конкурс Ян Кипура, Международный конкурс Микулаш Шнайдер-Трнавский, International Singing Competition Eva Marton)